# バターナイフ

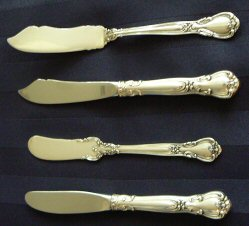
4種類のバターナイフ

バターナイフ（英語: butter knife）とは、バターを取り分けたり塗るためのカトラリー。

## 用途
テーブルウェアとしてバターを提供する際に用いる食器に、サービング用のバターナイフとバターディッシュがある（さらにバターディッシュの下に受け皿を置くこともある）。サービング用のバターナイフはバターディッシュからバターを取り分けるため各人が回して共用するもので先端が尖っているものが多い。サービング用のバターナイフはマスターバターナイフともいう。
一方、バターをパンに塗るためのカトラリーはバタースプレッダーともいい、テーブルセッティングでは各人に配置する。バタースプレッダーは先端は丸みを持っているものが多い。
なお、ジャムを提供する場合にはテーブルウェアとしてジャムポットとジャムスプーンを用いる。